# Luca Rigoni
Luca Rigoni (* 7. Dezember 1984 in Schio, Italien) ist ein italienischer ehemaliger Fußballspieler.

## Karriere

### Verein
Rigoni begann das Fußballspielen in der Jugend von Vicenza Calcio. 2002 wurde er in Vicenzas Profikader übernommen und etablierte sich in der Mannschaft. 2005 wechselte er zu Reggina Calcio, wo er sich in der Hinrunde der Saison 2005/06 jedoch nicht durchsetzen konnte und für die Rückrunde an Piacenza Calcio verliehen wurde. Nach nur einem Jahr wechselte Rigoni zurück zu Vicenza Calcio, wo er auf Anhieb wieder Stammspieler war. Insgesamt absolvierte er für Vicenza 113 Partien und erzielte sieben Tore.
Anfang 2008 wechselte Rigoni zu Chievo Verona, wo er seitdem spielte und zum Stamm der Mannschaft gehörte. Außerdem war er seit geraumer Zeit Vizekapitän der Mannschaft. Im Sommer 2014 wechselte Rigoni zur US Palermo, seit dem Januar 2016 spielt Rigoni für CFC Genua.

### Nationalmannschaft
Sein bisher einziges Länderspiel für eine Auswahlmannschaft Italiens absolvierte er am 18. Februar 2004 für die U-20 gegen die U-20 Deutschlands, das Spiel ging mit 1:2 verloren.

## Wissenswertes
Sein jüngerer Bruder Nicola Rigoni ist ebenfalls Profifußballer und spielt aktuell für Chievo Verona.

## Erfolge
- Italienischer Serie-B-Meister: 2007/08